# Анкерс, Нильс Элиас
Нильс Э́лиас А́нкерс (7 июня 1858, Стокгольм, Швеция — 13 июля 1921, Брантнас, Вермланд, Швеция) — шведский военно-морской деятель. Коммандер (1907).
Окончил военно-морскую школу в Стокгольме. На Королевском военно-морском флоте служил с 1878 по 1884 год. С 1884 по 1886 год проходил службу по контракту с Международной ассоциацией Конго в Африке. После возвращения в Швецию продолжил службу на Королевском флоте. Командовал рядом боевых кораблей и эскадрами бронекатеров. С 1905 по 1910 год (с перерывами) возглавлял Минный отдел Королевского управления материально-технического обеспечения ВМС Швеции. В 1910—1919 годах управлял Королевскими военно-морскими доками. Член Королевской военной академии (с 1907 года). В отставке с 1919 года.
Нильс Элиас Анкерс также известен как гравёр и художник-маринист. Его работы представлены в крупнейших музеях Швеции, в том числе в Национальном музее. Член Шведской королевской академии свободных искусств (с 1896 года).

## Биография
Нильс Элиас Анкерс (до 1904 года ― Андерссон) родился 7 июня 1858 года в Стокгольме. Его отец, Нильс Юхан Андерссон (1821―1880), учёный-натуралист, профессор ботаники Лундского университета. Мать, Анна Элизабет Аманда Тигерхильм, художница и иллюстратор, работавшая преимущественно в жанре портретной живописи.
Нильс Элиас был старшим ребёнком в семье. У него был младший брат Юхан Аксель Густав (1859—1924), известный шведский художник и скульптор, и младшая сестра Сигрид Элизабет Альфхильд (1868—1918), ботаник, автор труда по анатомии однодольных растений.
Нильс Элиас унаследовал от матери талант к живописи, но предпочёл карьеру военного моряка. В возрасте четырнадцати лет он поступил в военно-морское училище в Стокгольме, по окончании которого в 1878 году начал службу на Королевском военно-морском флоте в чине унтер-лейтенанта. С октября 1880 года по февраль 1882 года проходил обучение в специальной школе торпедных катеров. Получив звание лейтенанта, служил специалистом по минно-торпедному вооружению на различных кораблях.
В начале марта 1884 года по рекомендации командования Анкерс заключил контракт с Международной ассоциацией Конго на должность капитана парохода в центрально-африканском регионе. 5 марта на корабле «Corisco» он отбыл в Африку и в 20-х числах апреля прибыл в Банану, где задержался почти на месяц. Лишь 25 мая ему удалось добраться до Бомы и встретиться с представителем Ассоциации. Его пароход к этому времени уже ушёл в рейс с другим капитаном, и Анкерс вынужден был согласиться на должность смотрителя за складами снабжения в Леопольдвиле.
В январе 1885 года Анкерс подал прошение о переводе на должность, соответствующую контракту. В апреле его направили в Виви с заданием оказать помощь администрации фактории в перевозке грузов. В июне он получил назначение на должность капитана грузового судна, на котором совершил первое плавание из бассейна реки Икиси до водопадов на реке Конго. В феврале 1886 года Анкерс, уже по заданию администрации образованного в августе 1885 года Свободного государства Конго, сопровождал экспедицию Германа фон Висмана до Луэбо. В том же году он совершил ещё одно плавание по реке Конго. Осенью 1886 года его контракт с Международной ассоциацией Конго истёк, и 17 декабря он вернулся в Швецию. За заслуги перед Свободным государством Конго был награждён Звездой «За службу».
Службу на Королевском военно-морском флоте Анкерс продолжил в должности адъютанта начальника станции в Карлскруне. В 1891—1897 годах преподавал минное дело и математику в Королевской военно-морской академии. Затем командовал рядом бронекатеров. В 1904—1905 годах ― капитан корвета «Фрея», в 1905 году ― командир броненосца «Ньорд». В 1905―1910 годах занимал должность начальника Минного отдела Королевского управления материально-технического обеспечения ВМС Швеции. В этот же период времени командовал Стокгольмской эскадрой (1908) и эскадрой береговой охраны (1910). В 1907 году ему было присвоено звание коммандера. В 1910 году назначен командиром Королевских военно-морских доков в Стокгольме. В 1919 году уволен в отставку, которая связана не только с его возрастом и состоянием здоровья, но и со скандалом с ремонтом корабля «Gurly», который обошёлся казне в три раза дороже его первоначальной сметной стоимости.
Умер 13 июля 1921 года по одним данным в Стокгольме, по другим данным в своём имении Брантнас в Вермленде.

## Творчество
Нильс Элиас Анкерс известен не только как военно-морской деятель, но и как аквафортист и художник-маринист. Он писал картины маслом на холсте, акварелью на бумаге, но основным направлением его творчества была гравюра. Технику рисования он перенял от матери, а офорт изучал в Королевской академии свободных искусств в 1895—1896 годах. Основными мотивами его творчества являются море, корабли и сцены морских сражений. В технике офорта он достиг значительного прогресса: его работы отличаются безупречным техническим исполнением, ювелирной точностью и вниманием даже к мелким деталям.
Работы Анкерса были представлены на Стокгольмской выставке в 1897 году, на Парижском салоне в 1900 году, где он был награждён медалью выставки, на Балтийской выставке в Мальмё в 1914 году. Мемориальная выставка его произведений прошла в 1923 году в крупнейшем универмаге Стокгольма «Nordiska Kompaniet».
Работы Нильса Элиаса Анкерса экспонируются в Национальном музее Швеции, шведском Национальном морском музее, Музее Мальмё и других музеях.

## Семья
Нильс Элиас Анкерс с 1857 года состоял в браке с Анной Марией Рандгрен, дочерью карлстадского епископа Клааса Германа Рандгрена. В браке у него родились две дочери, Астрид Мария (1891 года рождения) и Инга Шарлотта (1897 года рождения), и сын, который также стал морским офицером.